# 하우 아이 리브: 내가 사는 이유
《하우 아이 리브: 내가 사는 이유》(영어: How I Live Now)는 2013년에 공개된 영국, 캐나다의 사변물 드라마 영화이다. 매그 로소프의 동명의 소설을 기반으로 감독은 케빈 맥도널드, 각본은 제레미 브락, 토니 그리소니, 페넬로피 스키너가 맡았다. 이 영화에는 시얼샤 로넌, 조지 맥케이, 톰 홀랜드, 안나 챈셀러, 코리 존슨이 출연한다.
이 영화는 2013년 토론토 국제 영화제 특별한 발표 부문에 초청 되었다.

## 줄거리
'질풍노도'의 시기를 겪고 있는 엘리자벳(시얼샤 로넌 분)은 극구 자신을 데이지라 불러달라고 한다. 시끄러운 음악이 흘러나오는 헤드셋을 끼고 세상과 자신을 분리한 15살의 데이지는 이제 막 아버지가 사는 미국을 떠나 이모가 사는 영국으로 온 이방인이다. 자신을 가리는 듯한 짙은 화장, 주렁주렁 매달린 귀걸이며 목걸이 팔찌가 버거워 보이는 마른 몸매, 그런데 무엇보다 이상한 건 그녀가 웬만해서는 입에 음식을 대지 않는다. 그런데 정작 데이지에게 더 거부감을 주는 건 음식보다 사람인 듯 자신에게 다가오는 그 모든 이들에게 레이저를 쏘며 접근을 거부한다. 지금까지 그녀가 살아온 이유는 갖가지 병원 치료와 상담으로 아버지 돈 축내기, 아버지의 여자 열 받게 하기, 그리고 이제 새로 태어날 아버지와 그 여자 사이의 아이 저주하기. 그리고 그 부산물로 그녀가 얻은 건 거식증과 갖가지 알레르기, 자기 혐오 등등이다. 결국, 견디다 못한 아버지가 이모에게 구원을 요청한 건지, 아니면 이모의 자발적 호응이었는지 이제 그녀는 영국에 와있다.
어린 사촌 동생 아이작(톰 홀랜드 분)이 모는 트럭을 타고 굽이굽이 찾아간 이모네 집은 대책 없는 데이지보다 어쩐지 더 대책 없어 보이는 곳이다. 이미 데이지가 도착한 공항에서부터 심상찮은 기색이 역력한 비상시국의 기운, 이모는 마치 그 '비상시국의 전위대'인 양 온통 해외 각국에서 쏟아져 오는 전화 통화를 하고 국제회의에 참여하느라 아이들을 미처 돌볼 사이가 없고, 그 사이 이모네 아이들은 심하게 자유롭게 자신의 삶을 꾸려나가고 있다. 그런 대책 없는 이모네 식구들 가운데에서도 유독 그녀의 눈에 들어오는 한 사람, 사촌 에드워드(조지 맥케이 분)은 그녀가 아무 말도 하지 않지만, 그녀의 마음을 읽어내는 듯하면서도 처음엔 거슬리고, 다툼의 연속이지만, 결국은 사랑에 빠지고 마는데...

## 출연진
- 시얼샤 로넌 - 데이지 역
- 조지 맥케이 - 에드몬드 역
- 톰 홀랜드 - 아이작 역
- 할리 버드 - 피퍼 역
- 안나 챈셀러 - 펜 이모 역
- 코리 존슨 - 영사관 직원 역
- 대니 매커보이 - 조 역
- 다렌 모핏- 병장 역
- 조나단 러그먼 - 뉴스 기자 역
- 스텔라 고넷 - 매커보이 부인 역
- 데스 맥알리어 - 메이저 매커보리 역